# Бољари
Бољари су били виши слој феудалне аристократије у Русији, Бугарској и Румунији. У Русији су постојали од 10. до краја 17. века. Једини виши слој аристократије су били кнежеви.

## Етимологија
Једни су тврдили да реч долази од бој или болиј (већи). Према некима реч је пореклом са туркијских језика и састоји се од корена бој, што значи племенит и ар или аир. Према другим изворима реч долази од руског бојарин (члан племена Бојар) или староруског бољарин. Постоји хипотеза је да бољарин долази од бугарске речи боила, што значи племенито.
За лингвисте, титула Boila је претходник или стари облик титуле бољар (бугарске речи за боњара). Боила је била титула коју су имали неки од бугарских аристократа (углавном регионални гувернери и племићки ратници) у Првом бугарском царству (681–1018). Множина речи boila, bolyare се јавља у натписима на бугарском језику и приказана је као boilades или boliades у грчким византијским документима. Научници и лингвисти су предложили више теорија о извођењу те речи, као што је има корене у старом турском језику: bai („племенит, богат”; cf. „bey”), у коме је реч изведена из beg, bag, из индоевропске иранске речи bagh са значењем господар. Стога је Багдад (господару дато), слично са руским бог.

## Бољари у Кијевској Русији
За време Кијевске Русије бољари су имали велику моћ, јер су пружали војну подршку кијевском кнезу. Моћ и престиж многих бољара зависио је о њиховој служби према држави, историји службе породице, а у мањој мери према поседу. Бољари су кроз државно веће Думу саветовали кнеза. За своје услуге добијали су огромне поседе. Као чланови Бољарске думе били су и главни законодавци Кијевске Русије.
Након инвазије Монгола у 13. веку, бољари из делова Кијевске Русије постали су чланови пољског и литванског племства. У 14. и 15. веку многи бољари, који нису добили племићки статус активно су учествовали у стварању козачке војне организације на јужним рубовима Пољско-литванске уније. Неки бољари нису могли да прихвате пољско-литванску унију, па су се преселили у Московску кнежевину где су задржали високе позиције.
У Московској кнежевини бољари су задржали моћ и утицај. Како је велики кнез Москве постајао моћнији тако је смањивао моћ бољара. То се посебно дешавало у доба Ивана III Васиљевича и Ивана Грозног. Иван Грозни је посебно оштро смањио власт бољара. Укинуо је старо право бољара да могу напустити једног кнеза и постати вазали другог кнеза.
Бољарска дума је у 17. веку проширена од 30 чланова на 100. Петар Велики је 1711. године укинуо Бољарску думу приликом своје велике реформе власти и администрације.

## Бољари у царској Русији
Током 14. и 15. века, московски бојари су имали значајан утицај који се наставља из периода Московије. Међутим, почев од владавине Ивана III, бојари су почели да губе тај утицај у односу на ауторитативне цареве у Москви. Због експанзионистичке политике Ивана III биле су потребне административне промене како би се олакшао терет управљања Московијом. Мале кнежевине су познавале своје лојалне поданике по именима, али су након консолидације територија под Иваном, породична лојалност и пријатељство са бојарским поданицима претворили те исте поданике у административне листе. Лице покрајинске власти је нестало.
Бојарско чланство, све до 16. века, није нужно захтевало да неко буде Рус, чак ни православац, јер историчари примећују да су многи бојари дошли из места попут Литваније или Ногаја, а неки су остали муслимани читаву генерацију након што су Монголи протерани. Оно што је интересантно код бојара су њихове подразумеване дужности. Пошто бојари нису били уставом установљени, велики део њихових овлашћења и дужности произашао је из споразума потписаних између принчева. Споразуми, као што је онај између Ивана III и Михаила Борисовича из 1484. године, показали су како верност треба зарадити и обезбедити, а не подразумевати и спроводити.
Уместо да велики принц лично надгледа своје земље, морао је да се ослони на своје капетане и блиске саветнике да надгледају свакодневне операције. Уместо великог гласа који су бојари раније имали у својим саветничким улогама, сада су имали мање преговарачке моћи и мобилности. Они су одговарали на питања великог кнеза, а Иван III се чак побринуо да добије њихово одобрење за посебне догађаје, као што је брак Зое Палеологовне, или напад на Новгород. Ово је требало да осигура да бојари и њихова војна моћ остану лојални цару.
Велики војвода се такође побринуо да сељаци не могу да напусте кнежеву земљу, или да се крећу са једног места на друго, средином 1400-их, ефективно успостављајући кметство. Бојари су добијали награде и поклоне. Неки бојари су слати у области као гувернери, и на овај начин су могли да се „хране“ локално становништво. Ипак, до краја 15. века, чланство бојара је опадало, а заслуге, пре него породично порекло, одлучивале су ко је постао бојарин. Када је Иван IV постао цар, спроведене су радикалније промене како би се ограничио утицај бојара.
Иван IV је постао велики кнез целе Московије 1533. у узрасту од три године, али су различите бојарске фракције покушавале да се такмиче за контролу над регентством. Када је Иван IV дошао на власт 1547. године, много већи део независне политичке моћи бојара је застарео. Независност и аутономија коју су искусили кнежеви области у Московији укинути су под Иваном IV до краја шеснаестог века, чиме су постали „кнежеви синови“, или само једноставни бојари који су служили великом кнезу. Иван IV је 1565. поделио Московију на два дела, а у приватном делу је отпочео терор.

## Бољари у Бугарској
Чланови племства током Првог бугарског царства звали су се боила, а током Другог бугарског царства бољар или бољарин. Титула је била наследна. Бољари су се делили на велике бољаре и мале бољаре.

## Бољари у Србији
У средњовековној Србији бојар није била титула, а камоли наследна титула као што је то случај са Бугарском, Влашком и Русијом.
Реч бојар, бојарин, се појављује у каснијим српским изворима под утицајем рускословенског језика и користи се као синоним за велможу, племића, господара, велепоседника.
Историјски извори не бележе ниједног српског племића са таквом титулом, која је код Бугара и Руса била, по рангу, одмах испод титуле кнеза.

## У Влашкој и Молдавији
У подручју Карпата настањеног Румунима класа бољара је настала из сеоских заједница у раном средњем веку. У почетку су били бирани, а касније су били наследни. Имали су судску и административну улогу. Постепено је дошло до раслојавања на велике и мале бољаре. Од 15. века постали су најзначајнији политички фактор у Влашкој и Молдавији. У Трансилванији их није било, јер су их Мађари углавном асимиловали у мађарско племство или су изгубили статус. У појединим временима бољари би повећали своје привилегије. Имали би апсолутну контролу над становницима своје области и нису били обавезни да плаћају порез. Бољари би се често удруживали у моћне групе у покушају свргавања кнежева.
У 17. и 18. веку румунски бољари су прихватили грчку културу и начин живота. У том периоду богати људи су могли купити положај бољара од кнеза, јер су бољари имали значајне политичке функције. У 19. веку многи бољари се почињу залагати за промене и модернизацију. Многи од њих су учествовали у процесу румунског националног буђења, што је кулминирало уједињењем Влашке и Молдавије 1859. године. У новоствореној држави бољари су били значајан фактор. Многе њихове привилегије биле су постепено укидане, али поседовали су највише земље. Дошло је до сељачких буна против њих, а после Првог светског рата извршена је аграрна реформа и одузета је земља бољарима.